# Astragalus guttatus
Astragalus guttatus — вид рослин з родини бобові (Fabaceae), поширений в Україні, західній і середній Азії.

## Опис
Однорічна гола рослина 8–20 см. Листки 2.5–5.5 см, перисті; листочки — 4–9 пар. Суцвіття 1–3-квіткові. Віночок світло-блакитний; прапор з фіолетовими жилками, довжиною 6–9 мм. Боби 12–22 × 4–5 мм..

## Поширення
Поширений в Україні (Крим), західній і середній Азії.